# Plug In Baby
Plug In Baby is de eerste single van het tweede studioalbum Origin of Symmetry van de Britse rockband Muse. De single kwam uit op 5 maart 2001. Plug In Baby werd ook uitgebracht als een extended play in Griekenland en Cyprus door Columbia Records.

## Tracklist
Alle teksten zijn geschreven door Matthew Bellamy. 
| 1.                | Plug In Baby | 3:39 |
| 2.                | Nature_1     | 3:40 |
| Totale duur: 7:19 |              |      |

| 1.                 | Plug In Baby             | 3:39 |
| 2.                 | Nature_1                 | 3:40 |
| 3.                 | Execution Commentary     | 2:30 |
| 4.                 | Plug In Baby (videoclip) | 3:41 |
| Totale duur: 13:30 |                          |      |

| 1.                 | Plug In Baby      | 3:39 |
| 2.                 | Spiral Static     | 4:46 |
| 3.                 | Bedroom Acoustics | 2:37 |
| Totale duur: 11:02 |                   |      |

| 1.                 | Plug In Baby             | 3:39 |
| 2.                 | Nature_1                 | 3:40 |
| 3.                 | Spiral Static            | 4:46 |
| 4.                 | Plug In Baby (videoclip) | 3:41 |
| Totale duur: 17:12 |                          |      |

| Nr. | Titel                | Duur |
| --- | -------------------- | ---- |
| 1.  | Plug In Baby         | 3:39 |
| 2.  | Nature_1             | 3:40 |
| 3.  | Execution Commentary | 2:30 |
| 5.  | Bedroom Acoustics    | 2:35 |

| 1.                 | Plug In Baby         | 3:39 |
| 2.                 | Nature_1             | 3:40 |
| 3.                 | Execution Commentary | 2:30 |
| 4.                 | Spiral Static        | 4:46 |
| 5.                 | Bedroom Acoustics    | 2:37 |
| Totale duur: 17:12 |                      |      |

| Nr. | Titel                      | Duur |
| --- | -------------------------- | ---- |
| 1.  | Plug In Baby (radioversie) | 3:18 |

## Medewerkers
Muse
- Matthew Bellamy – zang, gitaar, productie, mixen
- Christopher Wolstenholme – basgitaar, achtergrondzang, productie, mixen
- Dominic Howard – drums, productie, mixen

Overige
- David Bottrill – productie, geluidstechnicus
- John Cornfield – mixen
- Tanya Andrew – artwork

## NPO Radio 2 Top 2000
| Nummer met noteringen in de NPO Radio 2 Top 2000 | '11 | '12 | '13 | '14 | '15 | '16 | '17 | '18 | '19 | '20 | '21 | '22 | '23 | '24 |
| ------------------------------------------------ | --- | --- | --- | --- | --- | --- | --- | --- | --- | --- | --- | --- | --- | --- |
| Plug In Baby                                     | 343 | 298 | 211 | 302 | 267 | 314 | 358 | 421 | 425 | 508 | 513 | 499 | 502 | 537 |

1. ↑  Een vetgedrukt getal geeft de hoogste notering aan.
2. ↑  2011 was het eerste jaar met een notering voor dit nummer.

## Trivia
- Plug In Baby en Unintended zijn samen de enige singles van Muse die op muziekcassette zijn uitgebracht.
- In de videoclip is te zien hoe de band het nummer speelt in een soort huiskamer en ze omringd zijn door vrouwen die androïden blijken te zijn. Naderhand vallen ze langzaam uit elkaar.